# Скужно
Скужно (пол. Skórzno, нім. Schörfeld) — село в Польщі, у гміні Фабянки Влоцлавського повіту Куявсько-Поморського воєводства.
Населення — 224 особи (2011).
У 1975-1998 роках село належало до Влоцлавського воєводства.

## Демографія
Демографічна структура станом на 31 березня 2011 року:
|          | Загалом | Допрацездатний вік | Працездатний вік | Постпрацездатний вік |
| -------- | ------- | ------------------ | ---------------- | -------------------- |
| Чоловіки | 115     | 30                 | 80               | 5                    |
| Жінки    | 109     | 29                 | 65               | 15                   |
| Разом    | 224     | 59                 | 145              | 20                   |